# 826
Het jaar 826 is het 26e jaar in de 9e eeuw volgens de christelijke jaartelling.

## Gebeurtenissen

### Byzantijnse Rijk
- Euphemius, Byzantijnse admiraal, organiseert een opstand tegen het bewind van keizer Michaël II. Na enkele militaire successen roept hij zichzelf in Syracuse uit tot keizer (basileus), onafhankelijk van Constantinopel. Kort daarna wordt Euphemius op Sicilië verslagen door Byzantijnse versterkingen en vlucht met zijn gezin naar Noord-Afrika.

### Brittannië
- Prins Ethelwulf, zoon van koning Egbert van Wessex, verovert Kent en wordt daar koning onder het oppergezag van zijn vader. (waarschijnlijke datum)

### Europa
- Koning Harald Klak van Denemarken die in ballingschap leeft in het Frankische Rijk, wordt in Mainz samen met zijn vrouw en zoon Godfred gedoopt.
- Keizer Lodewijk I ("de Vrome") beleent Harald Klak de Friese gouw Rüstringen om de kust beter te verdedigen tegen aanvallen van de Vikingen.
- Bernhard van Septimanië, Frankische graaf, weet (zonder toegezegde hulp) een aanval van de Moren die Barcelona bedreigen af te slaan.
- Nominoë, een vazal van Lodewijk I, wordt benoemd tot hertog van Bretagne. Hij voert strijd tegen de Vikingen die de kust onveilig maken.

## Religie
- Otgar wordt door Lodewijk I aangesteld als aartsbisschop van Mainz.
- Eerste schriftelijke vermelding van Waregem (huidige België).

## Geboren
- Ansgardis van Hiémois, echtgenote van Lodewijk II
- Willem van Septimanië, Frankisch graaf (overleden 850)